# Allan Anthony Costly
Allan Anthony Costly (13 de desembre de 1954 a Tela) és un exfutbolista hondureny.
Jugava de defensa central. Va jugar a diversos clubs hondurenys, com ara el Real España o el CD Olimpia. Va jugar la temporada 1982-1983 al CD Málaga. També fou internacional amb la selecció d'Hondures, amb la qual disputà la Copa del Món de 1982. És pare del també futbolista Carlo Costly.